# Polkowskie
Polkowskie (niem. Polkowitz) – wieś w Polsce położona w województwie opolskim, w powiecie namysłowskim, w gminie Domaszowice.
W latach 1975–1998 miejscowość administracyjnie należała do ówczesnego województwa opolskiego.

## Nazwa
Nazwa należy do grupy nazw patronomicznych i pochodzi od staropolskiego męskiego imienia założyciela miejscowości Bolka, które jest polskim derywatem słowiańskiego imienia męskiego Bolesław będącego imieniem dynastycznym w polskiej dynastii Piastów. Niemiecki językoznawca Heinrich Adamy w swoim dziele o nazwach miejscowych na Śląsku wydanym w 1888 roku we Wrocławiu wymienia jako najstarszą zanotowaną nazwę miejscowości w obecnie używanej polskiej formie „Polkowskie podając jej znaczenie „Dorf des Bolko”, czyli po polsku „Wieś Bolka. Niemcy zgermanizowali nazwę na Polkowitz w wyniku czego utraciła ona swoje znaczenie.
Ze względu na polskie pochodzenie nazistowska administracja III Rzeszy w 1936 r. zmieniła w ramach akcji germanizacyjnej nazwę wsi z Polkowitz na nową, całkowicie niemiecką Ordenstal.

## Historia
Najstarszy znany dokument wymieniający wieś pochodzi z roku 1362, wówczas wieś występowała pod nazwą Pulkiewicz. Aż do końca XVIII w. brak jest o niej wiadomości. Wiadomo, że w latach 1703–1810 Polkowskie należało do komandorii zakonu krzyżackiego w Namysłowie. W 1795 roku we wsi znajdowało się 10 wolnych siedlaków, 5 zagrodników, młyn-wiatrak, owczarnia, cegielnia, 16 gospodarstw rolnych, mieszkało 7 tkaczy lnu, była karczma, folwark, łącznie 18 domów ze 110 mieszkańcami. Do wsi należała kolonia Nowe Polkowskie założona w 1770 r. przez Krzyżaków. W 1844 r. wieś stanowiła domenę królewską. Bez kościoła domena dzieliła się na: Stare Polkowskie z 18 domami, 166 mieszkańcami, młynem-wiatrakiem, piekarnią oraz dużymi polami drzewa morwowego, gdzie hodowano jedwabniki oraz Nowe Polkowskie z 12 domami i 77 mieszkańcami.
Mimo że miejscowość położona jest na historycznym Dolnym Śląsku, jej teren objęty był plebiscytem górnośląskim w 1921 roku – 316 osób zagłosowało za Niemcami, a 2 za Polską
W chwili wybuchu wojny w roku 1939 wieś liczyła 268 mieszkańców.